# Henryk Fabian
Henryk Fabian, wł. Henryk Sawicki (ur. 11 czerwca 1943 w Grudziądzu, zm. 21 sierpnia 1998) – polski wokalista i kompozytor bigbitowy.

## Życiorys
Największą popularność zyskał jako solista i gitarzysta zespołu Czerwono-Czarni, z którym nagrał między innymi album 17.000.000, a także takie przeboje jak Napiszę do ciebie z dalekiej podróży czy Zakochani są sami na świecie w duecie z Kasią Sobczyk.
Mąż wokalistki Katarzyny Sobczyk, ojciec gitarzysty i kompozytora rockowego Sergiusza Fabiana Sawickiego.